# PALTEK
株式会社PALTEK（登記上の商号: 株式会社パルテック）は、神奈川県横浜市港北区新横浜に本社を置く半導体専門商社。

## 概要
日本市場にアルテラのPLDを紹介し、PLD市場を構築した企業でもある。2006年にアルテラと代理店契約を解消し、その翌日ザイリンクスとの代理店契約を発表した。
2009年4月1日にそれまでの子会社であったエヌエス・マイクロエレクトロニクス株式会社とアルファ電子株式会社を吸収合併し、同時に経営陣を刷新した。
売上の主体はナショナル セミコンダクターとザイリンクスである。なおナショナル セミコンダクターとの代理店契約は2011年3月末日をもって解消されることを発表した。

## 沿革
- 1982年 - 横浜市緑区に会社設立。
- 1984年 - 東京都渋谷区に本社移転。
- 1986年 - 東京都世田谷区に本社移転。
- 1992年 - 横浜市緑区に本社移転。
- 1995年 - 横浜市港北区に本社移転。
- 1998年 - 株式を店頭公開（現在のジャスダック）。アルファ電子株式会社を子会社化。
- 2000年 - 株式会社スピナカー・システムズを完全子会社化。
- 2006年 - エヌエス･マイクロエレクトロニクス株式会社を完全子会社化。
- 2007年 - アルファ電子株式会社を完全子会社化。
- 2009年 - アルファ電子株式会社及びエヌエス・マイクロエレクトロニクス株式会社を吸収合併。
- 2012年 - 株式会社エクスプローラを完全子会社化。株式会社スピナカー・システムズの株式を譲渡。
- 2014年 - 株式会社テクノロジー・イノベーションを設立。
- 2015年 - 東京証券取引所第二部に市場変更。
- 2021年
  - 5月28日 - 株式会社レスターホールディングスによる株式公開買付けが成立[1]。
  - 8月31日 - 東京証券取引所第二部上場廃止[2]。
  - 9月2日 - 株式併合により、株式会社レスターホールディングスの完全子会社となる。